# زیبایی و کیف دستی
زیبایی و کیف دستی (به انگلیسی: Beauty & the Briefcase) فیلمی تلویزیونی محصول سال ۲۰۱۰ و به کارگردانی جیل جانگر است. در این فیلم بازیگرانی همچون هیلاری داف، مایکل مک‌میلیان، کریس کارمک، جیمی پرسلی، مت دالاس، آماندا والش، جیمز دانیل، جنیفر کولیج و بیلی اسلاتر ایفای نقش کرده‌اند.